# ناحیه ادامز، شهرستان دکاتور، ایندیانا
ناحیه ادامز، بخش دکاتور، ایندیانا (به انگلیسی: Adams Township, Decatur County, Indiana) در ایالات متحده آمریکا است که در ایندیانا واقع شده‌است.

## خصوصیات
ناحیه ادامز ۱٬۹۴۴ نفر جمعیت دارد و ۲۴۶ متر بالاتر از سطح دریا واقع شده‌است.